# Kleine Gilde

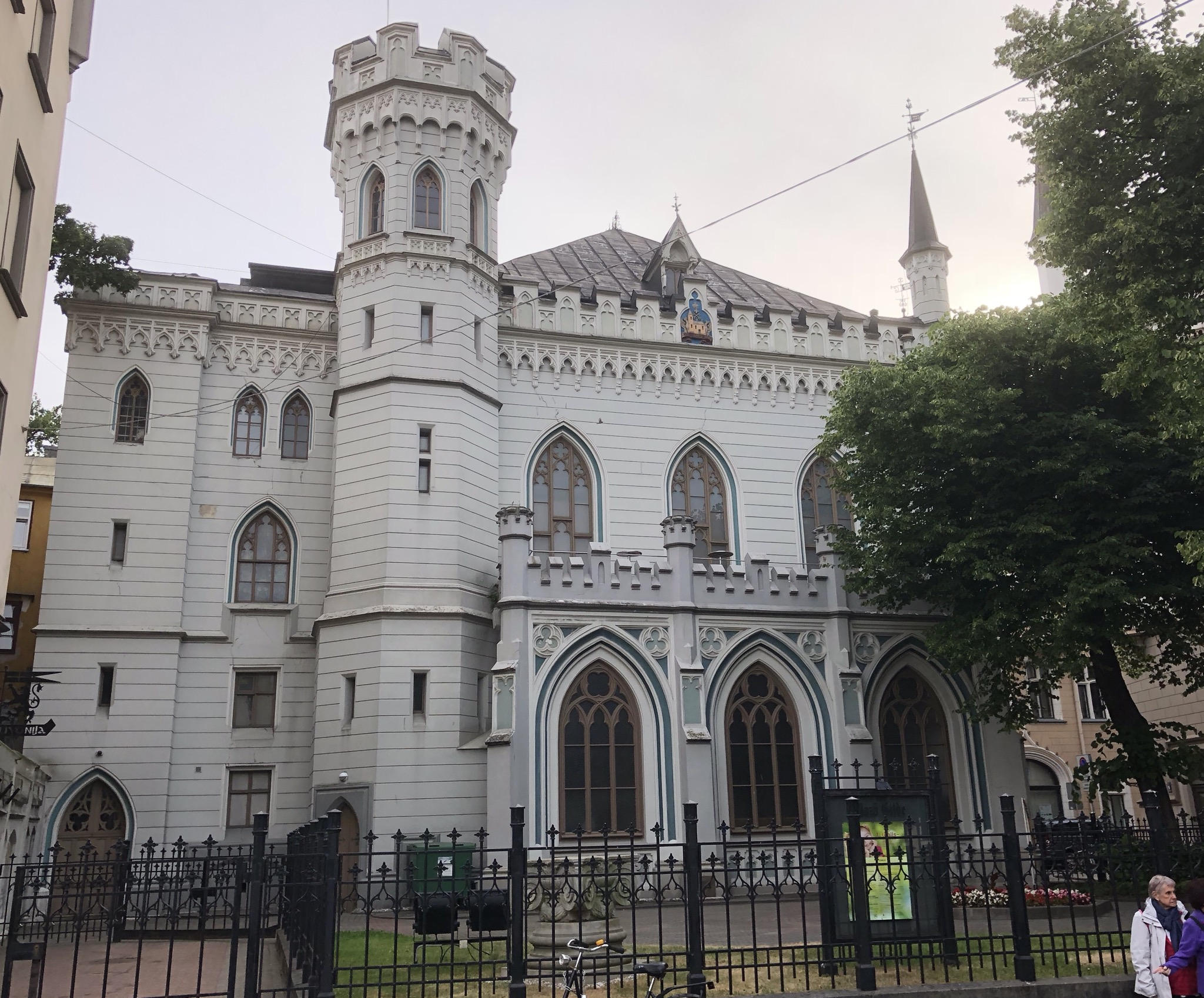
Kleine Gilde

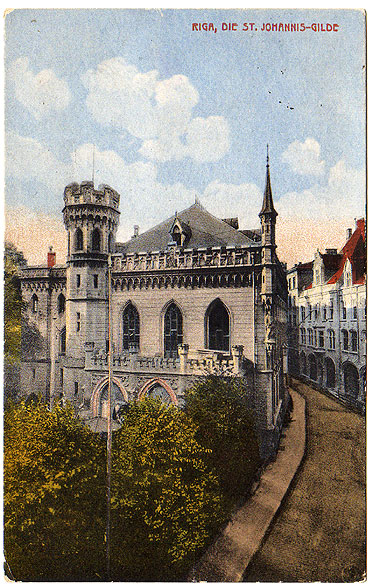
1918

Die Kleine Gilde (lettisch Mazā Ģilde), auch St.-Johannis-Gilde oder Stube zu Soest, ist ein denkmalgeschütztes Gebäude in der lettischen Hauptstadt Riga. Es wird als Kultur- und Veranstaltungszentrum genutzt.

## Lage
Die Kleine Gilde befindet sich in der Rigaer Altstadt auf der Südseite der Gildstubenstraße (Amatu iela) in einer Ecklage an der Einmündung auf die Meisterstraße (Meistaru iela) an der Adresse Gildstubenstraße 3, 5. Etwas weiter nördlich steht die Große Gilde, südlich der gleichfalls denkmalgeschützte Gebäudekomplex Meisterstraße 19, 21, 23.

## Architektur und Geschichte
Die Kleine Gilde war der Zusammenschluss der Handwerkerzünfte Rigas, in denen deutsche Handwerker verpflichtend zusammengeschlossen waren. Die Mitgliedschaft in dieser Handwerkergilde war lettischen Handwerkern über lange Zeit versperrt. Als Organisation bestand die Kleine Gilde von 1352 bis 1936, dann wurde sie von der neugegründeten Handwerkskammer abgelöst.
In der Zeit von 1864 bis 1866 wurde das prächtig gestaltete Gebäude der Kleinen Gilde, unmittelbar gegenüber dem Haus der Kaufleuten vorbehaltenen Großen Gilde, am traditionellen Standort der Gilde errichtet. Als Architekt des im Stil der Neogotik gebauten Hauses war der Stadtbaumeister Johann Daniel Felsko tätig. Das Innere des an der späten englischen Gotik orientierten Hauses ist überaus prachtvoll und repräsentativ eingerichtet.
Besonders bemerkenswert sind der prächtige Festsaal des Hauses sowie Glasgemälde und verschiedene an die Zeit der Zünfte erinnernde Ausstattungsgegenstände. Das Vestibül ist achteckig ausgeführt und enthält vier gemalte Ansichten Livlands: Treyden, Neuhausen, Wenden und Kokenhusen. Neben dem historischen Versammlungssaal der Ämter befindet sich auch der Saal der Ältestenbank im Haus. Zwei steinerne römische Krieger im Treppenhaus dienten ursprünglich als Schmuck der Sandpforte der Rigaer Stadtbefestigung. Die Älterleute der Kleinen Gilde sind von 1616 an auf Ölporträts verewigt. Glasmalereien in den sieben Fenstern des oberen Saals beziehen sich auf die 30 Ämter (Stand 1918). Im Keller des Hauses befand sich in der Vergangenheit das Restaurant Johanniskeller.
Seit dem 29. Oktober 1998 ist die Kleine Gilde gemeinsam mit der Großen Gilde als Komplex unter der Nummer 6534 im lettischen Denkmalverzeichnis eingetragen. In den Jahren 1999 und 2000 erfolgte eine Restaurierung der Kleinen Gilde. Die Fußböden von Vorhalle, Festsaal und Treppen sind mit Terraco-Mosaiken belegt. Die farbigen Fenster wurden in Hannover gefertigt. Die hölzernen Rahmen von Fenstern und Türen sind mit Sprüchen verziert.
Am 27. März 2010 wurde in der Kleinen Gilde die lettische Partei Par prezidentālu republiku gegründet.